# Рьота Нома
Рьота Нома (яп. 野間 涼太; нар. 15 листопада 1991, Фунабасі, Тіба, Японія) — японський футболіст, атакувальний півзахисник.

## Життєпис
Народився в місті Фунабасі, префектура Тіба. В Японії з 2008 по 2010 рік грав за середню школу Аоморі Ямада, привів команду до фіналу 88-го Всеяпонського чемпіонату з футболу серед учнів середніх шкіл, уперше команда з Аоморі вийшла до фіналу вище вказаного турніру. З 2010 по 2013 рік захищав кольори футбольної командм Університету Мейдзі. У 2014 році переїхав до Європи і підписав контракт з клубом чорногорської Першої ліги «Рудар» (Плєвля). Він залишався в Плевлі протягом трьох років, виграв чемпіонат у сезоні 2014/15 і кубок Чорногорії 2016, а також виступав за «Рудар» у Лізі Європи 2016/17. Привернув до себе увагу як один із провідних нападників ліги.
У січні 2017 року його придбав сербський клуб «Раднички» (Ниш). Був капітаном «Радничок». Завершив свої виступи в клубі 2019 року. За три з половиною сезони у Суперлізі провів 79 матчів і відзначився 9-ма голами.
З січня 2020 року перебував без команди. У жовтні 2020 року підписав контракт із «СКА-Хабаровськ», який виступав у ФНЛ. Отримав футболку з 28-м ігровим номером. Дебютував за нову команду 11 листопада 2020 року в матчі 21-го туру ФНЛ проти нижньокамського «Нафтохіміка». 19 лютого 2021 року Нома і «СКА-Хабаровськ» розірвали контракт за взаємною згодою сторін. 
У березні 2021 року відправився на перегляд до «Істіклола», з яким 29 березня 2021 року підписав 1-річний контракт. Отримав футболку з 17-м ігровим номером. Став першим японським футболістом, який грав у чемпіонаті Таджикистану. Дебютував за нову команду у Суперкубку Таджикистану 3 квітня і грав до 83-ї хвилини. Переможець чемпіонату 2020 року «Істіклол» переміг володаря Кубку Таджикистану «Равшан» з рахунком 2:0 і виграв трофей у 10-й раз. Першим голом за столичний клуб відзначився 21 червня 2021 року в переможному (4:1) поєдинку проти «Худжанда», який став 800-м голом «Істіклола» у Вищій лізі Таджикистану.

## Статистика виступів

### Клубна
Станом на 27 лютого 2023
| Клуб              | Сезон             | Ліга                   | Ліга  | Ліга | Нац. кубок | Нац. кубок | Конт. кубок | Конт. кубок | Інші  | Інші | Загалом | Загалом |
| Клуб              | Сезон             | Дивізіон               | Матчі | Голи | Матчі      | Голи       | Матчі       | Голи        | Матчі | Голи | Матчі   | Голи    |
| ----------------- | ----------------- | ---------------------- | ----- | ---- | ---------- | ---------- | ----------- | ----------- | ----- | ---- | ------- | ------- |
| «Рудар» (Плєвля)  | 2013–14           | Перша ліга Чорногорії  | 10    | 1    | 0          | 0          | 0           | 0           | —     | —    | 15      | 2       |
| «Рудар» (Плєвля)  | 2014–15           | Перша ліга Чорногорії  | 22    | 3    | 0          | 0          | —           | —           | —     | —    | 27      | 3       |
| «Рудар» (Плєвля)  | 2015–16           | Перша ліга Чорногорії  | 15    | 1    | 3          | 0          | 0           | 0           | —     | —    | 36      | 2       |
| «Рудар» (Плєвля)  | 2016–17           | Перша ліга Чорногорії  | 14    | 2    | 2          | 0          | 2           | 0           | —     | —    | 11      | 2       |
| «Рудар» (Плєвля)  | Загалом           | Загалом                | 61    | 7    | 5          | 0          | 2           | 0           | —     | —    | 68      | 7       |
| «Раднички» (Ниш)  | 2016–17           | Суперліга Сербії       | 15    | 2    | 0          | 0          | —           | —           | —     | —    | 15      | 2       |
| «Раднички» (Ниш)  | 2017–18           | Суперліга Сербії       | 26    | 3    | 1          | 0          | —           | —           | —     | —    | 27      | 3       |
| «Раднички» (Ниш)  | 2018–19           | Суперліга Сербії       | 28    | 2    | 4          | 0          | 4           | 0           | —     | —    | 36      | 2       |
| «Раднички» (Ниш)  | 2019–20           | Суперліга Сербії       | 10    | 2    | 0          | 0          | 1           | 0           | —     | —    | 11      | 2       |
| «Раднички» (Ниш)  | Загалом           | Загалом                | 79    | 9    | 5          | 0          | 5           | 0           | —     | —    | 89      | 9       |
| «СКА-Хабаровськ»  | 2020–21           | ФНЛ Росії              | 5     | 0    | 0          | 0          | —           | —           | —     | —    | 5       | 0       |
| «Істіклол»        | 2021              | Вища ліга Таджикистану | 19    | 4    | 4          | 2          | 1           | 0           | 1     | 0    | 25      | 6       |
| «Баріто Путера»   | 2022–23           | Ліга 1                 | 7     | 1    | 0          | 0          | —           | —           | —     | —    | 7       | 1       |
| Усього за кар'єру | Усього за кар'єру | Усього за кар'єру      | 171   | 21   | 14         | 2          | 8           | 0           | 1     | 0    | 194     | 23      |

1. 1 2 3 4  Матчі в Лізі Європи УЄФА
2. ↑  Матчі в Лізі чемпіонів УЄФА
3. ↑  Матчі в Лізі чемпіонів АФК
4. ↑  Матчі в Суперкубку Таджикистану

## Досягнення
«Рудар» (Плєвля)
- Перша ліга Чорногорії
  -  Чемпіон (1): 2014/15

- Кубок Чорногорії
  -  Володар (1): 2016

«Істіклол»
- Вища ліга Таджикистану
  -  Чемпіон (1): 2021

- Суперкубок Таджикистану
  -  Володар (1): 2021